# Macrhybopsis storeriana
Macrhybopsis storeriana és una espècie de peix cipriniforme de la família dels ciprínids.

## Morfologia
Els mascles poden assolir els 23 cm de longitud total.

## Distribució geogràfica
Es troba a Nord-amèrica.